# Bò tót nhà
Bò tót lai hay còn gọi là bò tót nhà (Danh pháp khoa học: Bos frontalis), hay còn gọi là con Mithun còn được gọi với tên tiếng Anh là Gayal là một loại động vật trong Tông Trâu bò thuộc Họ Trâu bò được bán thuần hóa, phân bố tại Đông Bắc Ấn Độ, Bangladesh, Bắc Miến Điện và vùng Vân Nam Trung Quốc. Đây là một loại bò nhưng đi lại chậm chạp, chỉ có ở đông bắc Ấn Độ hiện nay. Chúng có nguồn gốc từ việc lai tạo giữa bò tót (bò tót đực) và bò nhà (bò cái), chẳng hạn như sự kiện con bò tót ở Ninh Thuận, Việt Nam đã giao phối với các con bò cái địa phương để cho ra những đàn con lai với tầm vóc to lớn so với bò nhà thông thường.

## Đặc điểm
Mithun hay bò tót nhà, là một dạng giống bò tót. So với bò tót thì chúng là hơi nhỏ hơn về tầm vóc, tương ứng với tứ chi ngắn hơn, và đứng thấp hơn nhiều ở hai bả vai. Các sườn núi ở mặt sau kém phát triển hơn, và con bò đực có diềm cổ lớn ở cổ họng. Đầu ngắn hơn và rộng hơn, với cái trán phẳng lỳ và một đường thẳng giữa các điểm của sừng. Những chiếc sừng dày và nặng và ít cong hơn so với bò tót, mở rộng gần như trực tiếp ra ngoài từ hai bên đầu, và hơi cong lên ở đỉnh, nhưng mà không có bất kỳ độ nghiêng vào phía trong.
Chân của chúng cũng ngắn hơn nhiều so với bò tót. Những con bò tót cái nhỏ hơn nhiều so với các con bò đực, và có hầu như không có diềm cổ họng. Màu da của đầu và cơ thể là đen-nâu ở cả hai giới, và phần dưới của tứ chi có màu trắng hoặc hơi vàng. Những chiếc sừng này là của hoàn toàn đen từ gốc đến ngọn. Một số bò tót nhà thuần là tối màu, trong khi những cá thể khác hoàn toàn màu trắng. Những con Gayal sót lại trong rừng, nơi chúng thường ở lại trong một phạm vi nhỏ. Con cái thường hung dữ khi có bê con, và có những trường hợp đã biết khi người đã bị thương nặng sau khi bị húc. Con đực thường dễ bảo hơn.
Tuy khá giống nhau về hình thức, nhưng bò tót và trâu kể cả trâu rừng chưa bao giờ giao phối với nhau, ngược lại, chúng có thể giao phối với bò nhà và bò rừng để sinh ra loại bò lai rất to lớn và thế hệ con lai. Những loài động vật có cùng số nhiễm sắc thể thì hoàn toàn có thể lai tạo giống. Trước đó, người ta cũng đã từng nhập về hai con bò tót lai của Thái Lan để thử phối giống với bò nhà và thành công, đến nay bò con phát triển tốt. Người ta nhận ra rằng, bò tót sống trong môi trường hoang dã có xu hướng tiến lại gần với bò nhà. Bò tót là nguồn gen quý dự trữ trong thiên nhiên, để có thể lai tạo với các giống bò khác. Giá trị kinh tế mỗi con có thể cung cấp 500–600 kg thịt, 400 kg xương, 2 - 3m2 da và cặp sừng đẹp. Tất cả bò tót lai đều có cặp NST là 2n=58. Đây là kết quả khác với cặp NST của bò nhà lẫn bò tót rừng (bò nhà có cặp NST là 2n=60), bò tót rừng là 2n=56). 

## Phân bố
Mithun cơ bản là cư dân của vùng đồi rừng. Tại Ấn Độ, Mithun bán thuần hóa được chăn giữ bằng một số dân tộc sống ở những ngọn đồi của Tripura, Mizoram, Assam và Arunachal Pradesh. Chúng cũng như vậy ở các vùng đồi Chittagong. Ở miền Bắc Miến Điện, chúng được nuôi ở bang Kachin, và liền kề Vân Nam chỉ được tìm thấy ở vùng Trung (tiếng Trung Quốc: 独 龙河) và lưu vực sông Salween. Vai trò của Mithun là trung tâm của cuộc sống của nhiều người dân ở các khu vực này. Trong vùng Nagaland, các động vật được giữ bán hoang dã, và sống theo bầy đàn, là được chăm sóc bởi người chăm sóc đặc biệt của thôn, làng, chủ sở hữu của đàn giao cho. Chúng đáp ứng với một sừng giữ đặc biệt cho những người chăm sóc cá thể hoặc chủ sở hữu thực tế để gọi chúng. Từ khi sinh ra cho đến thời điểm giết mổ hoặc bán thị trường, Mithun vẫn còn trong đàn, và đi lang thang chủ yếu là tự do trong suốt những cánh rừng.
Mặc dù chăn nuôi là rất đặc trưng của dãy Himalaya cao nhất của cuộc sống nói chung, với Tây Tạng và cừu là loài chiếm ưu thế cho đến gần đây, các Mithun là loài động vật nổi bật nhất được khai thác bởi các nhóm người ở vùng Himalaya Đông. Các Mithun là một động vật bán thuần hóa, được quản lý trong vùng rào rừng chứ không phải được giữ trong hoặc gần làng. Bên ngoài khu vực Đông Bắc Ấn Độ, Mithun chủ yếu nhập khẩu cho mục đích nhân giống bằng cách giao phối chéo với các loài trâu bò khác, ví dụ như ở Bhutan. Nó là rất phổ biến trong ngôn ngữ Hy Mã Lạp Sơn phía Đông để tìm bộ từ vựng biểu thị động vật, trong đó Mithun được xác định như một "nguyên mẫu" con vật thịt, hàm ý là các Mithun bán hoang dã được coi là loài cốt lõi, và đúng là đã được thuần hóa như gia súc.

## Phân loại

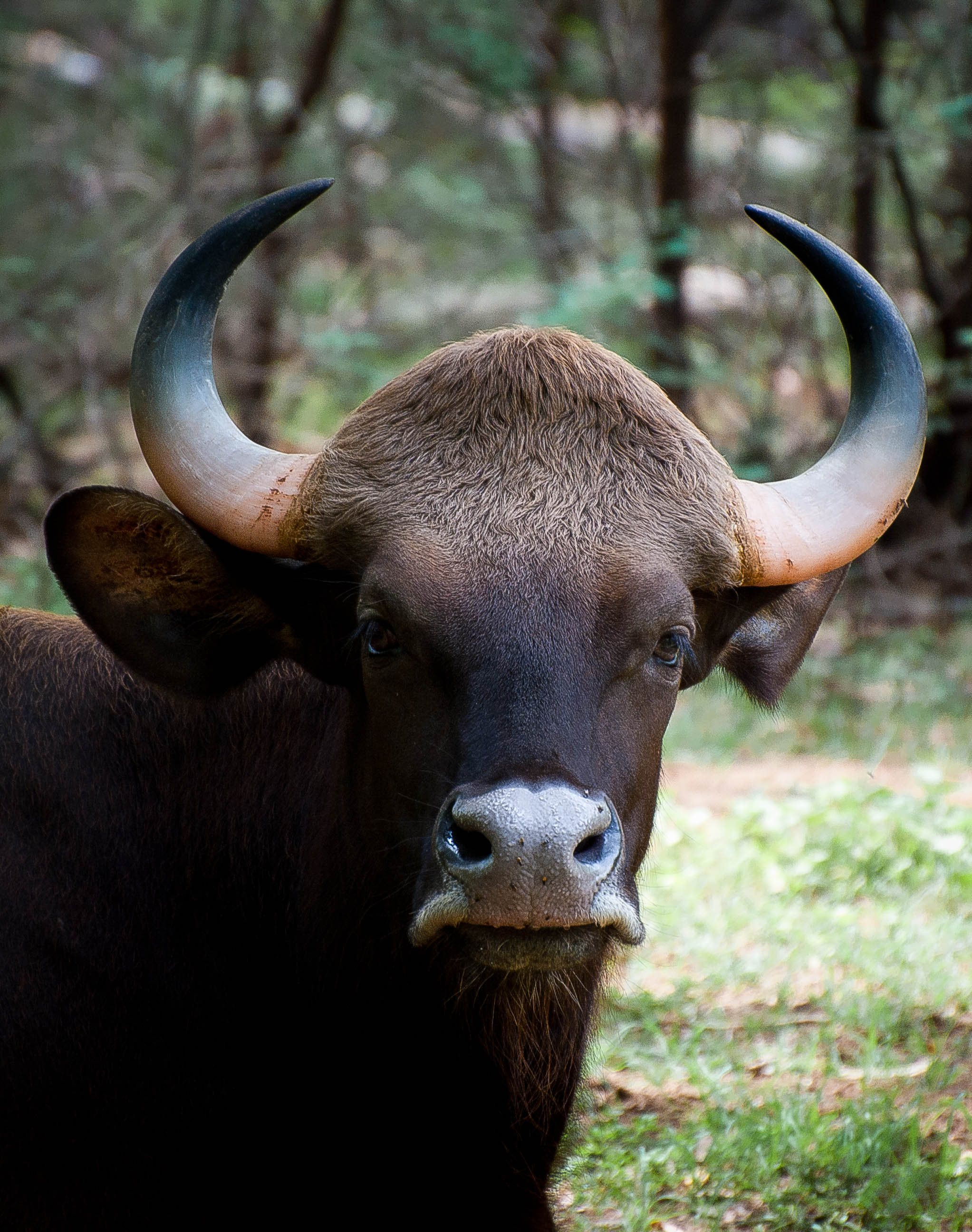
Bò tót lai

Trong mô tả đầu tiên của mình vào năm 1804, Aylmer Bourke Lambert áp dụng nó như là một pháp danh hai phần của Bos từ Chittagong. Năm 2003, Ủy ban quốc tế về động vật học ban hành Danh mục cố định tên cụ thể có sẵn đầu tiên dựa trên một quần thể hoang dã mà tên cho các loài hoang dã này là hợp lệ bởi của mình được có trước bởi một tên dựa trên một hình thức gia súc. Hầu hết các tác giả đã thông qua danh pháp hai phần Bos cho các loài vật nuôi có giá trị cho các đơn vị phân loại. Phân tích phát sinh loài đã chứng thực việc đánh giá phân loại rằng bò tót nhà là loài Bos độc lập có nguồn gốc từ bò tót, bò u và bò nhà.

## TạiViệt Nam
Một số con bò tót thuộc phân loài bò tót Đông Dương còn mò về giao phối với bò nhà, Năm 2008, tại Việt Nam người dân địa phương phát hiện con bò tót đực cường tráng từ đại ngàn về làng, đuổi theo những con bò cái nhà ở khu vực nương rẫy dưới chân núi Tà Nin. Đến mùa động dục, con bò đó lại mò về. Nó sẵn sàng chiến đấu với đối thủ là những chú bò đực nhà đi chung bầy, nó đã hạ gục 7 bò đực trưởng thành, đồng thời cho ra đời hơn 12 con bò tót lai vượt trội về thể trọng và có các đặc điểm về lông, sừng.

### Sự kiện
Tại Vườn quốc gia Phước Bình Ninh Thuận, từng xuất hiện một con bò tót xuất tại khu vực Bạc Rây 2, nặng khoảng một tấn, lông màu đen; nó tấn công người và bò đực nhà để ve vãn bò cái nhà; nó tách bầy, thường xuyên về sống chung với đàn bò nhà của người dân và cho ra đời hơn 10 bê lai có thể trọng cao to, khác hẳn bò nhà. Đây là đàn bò tót lai tự nhiên đầu tiên trên thế giới. Năm 2008, có con bò tót đực cường tráng từ đại ngàn về làng, đuổi theo những con bò cái nhà ở khu vực nương rẫy dưới chân núi Tà Nin. Từ đó, hễ đến mùa động dục, con bò khổng lồ ấy lại mò về.
Dân làng chứng kiến bò tót húc chết con bò đực thả ăn chung, rồi giao phối với con bò cái trong đàn. Nó có kích thước đồ sộ thong thả gặm cỏ chung với đàn bò nhà, không còn những động thái mài sừng, trợn mắt hung dữ khi thấy người đến gần như những năm trước nữa. Trước đây, mỗi lần bò tót xuất hiện là người dân rất lo sợ bởi tính hung hãn của nó. Chỉ khi có người ném đá, chọc phá quá mức, nó mới phản ứng lại. Bò tót về làng bám theo các con bò nhà rất đều đặn, buổi sáng từ rừng về rẫy gặm cỏ và chiều đến, nó lại biến vào rừng. Trong quá trình ve vãn các con bò nhà, nó sẵn sàng chiến đấu với đối thủ là những con bò đực nhà đi chung bầy.
Ngược lại, bò tót rất dịu dàng trước những con bò cái nhà. Những con bò cái nhà cũng không xa cách với nó. Kể từ năm 2009 khi bò tót về trú ngụ đây thì không còn có con bò đực thông thường nào đến gần. Bò đực to nhất đàn bò nhà nặng 500 kg cũngđã bị con bò tót đực này húc thủng ngực. Từ đó khi bò tót về làng đến nay, bò tót đã hạ gục 7 bò đực trưởng thành. Vì vậy, bò đực lai Sind mỗi khi thấy bò tót xuất hiện đều cong đuôi chạy. Kể từ đó, toàn bộ bò cái đang kiếm cỏ ven bìa rừng đều thuộc quyền kiểm soát của bò tót vì không có bò đực nào trong làng đến gần. Ngay trong đêm con bò mẹ trở dạ thì chính con bò tót này đã về đứng cạnh 2 mẹ con bò cái.

### Con lai

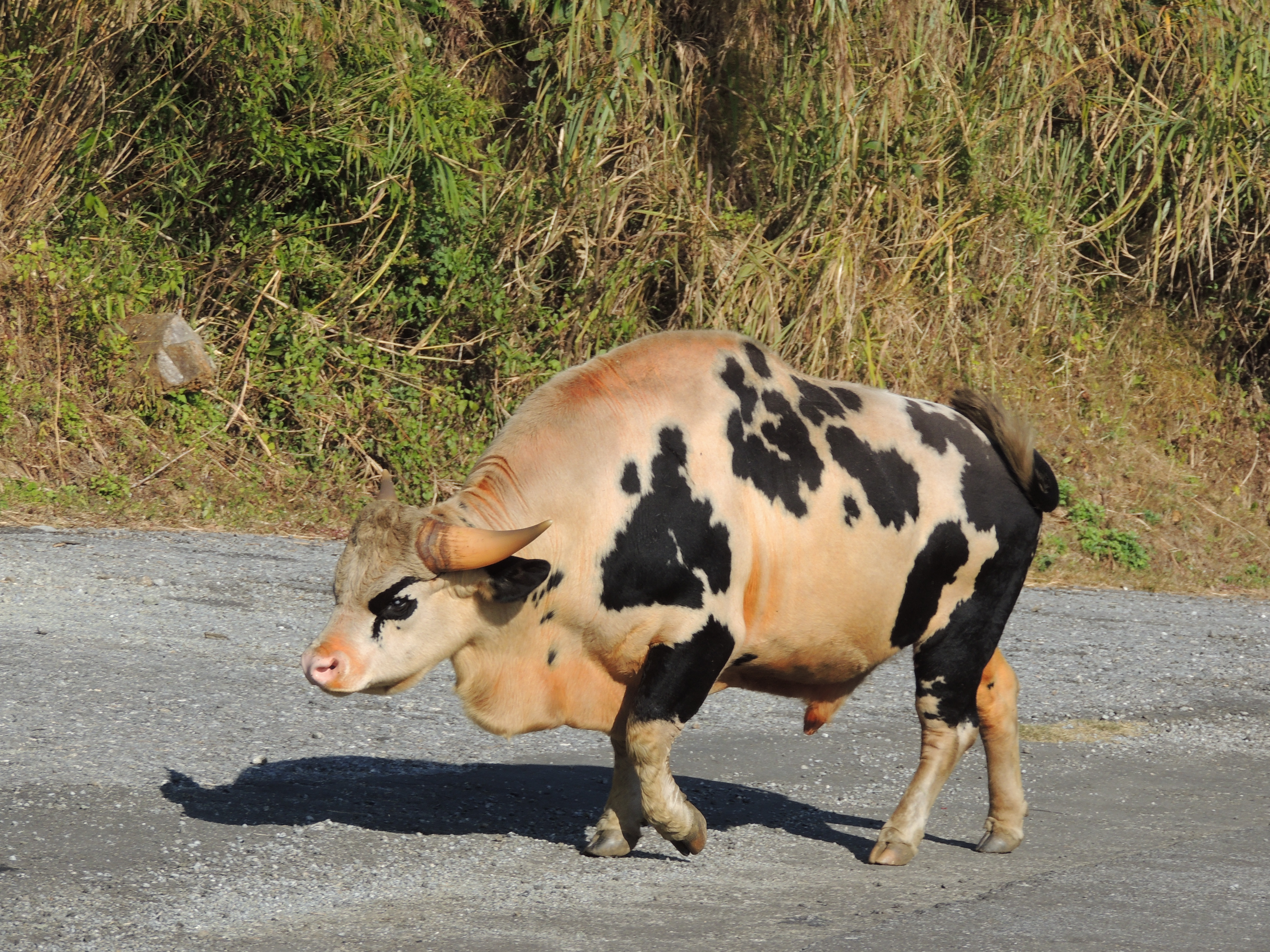
Một con bò tót lai (Minthun)

Bò cái bất đắc dĩ trở thành những con mái của con bò tót to lớn này. Những con bò cái nào chịu thiệt thòi phải giao phối với bò tót thì về nằm ba, bốn ngày. Với cuộc giao phối không cân sức này, nhiều con bò nhà nằm liệt hơn 3 tháng sau khi quan hệ với bò tót phải chăm sóc ròng rã mới bình phục. Kết quả của những cuộc giao phối không cân sức tại thôn bản từ 4 năm qua đã cho ra đời hơn 12 con bò tót lai vượt trội về thể trọng và có các đặc điểm về lông, sừng... rất giống bò tót. Con bò cái đã giao phối với bò tót và con bê đã mang những đặc điểm giống bò tót.
Quan sát những con bê con được cho là hậu duệ của bò tót, người ta nhận thấy có những đặc điểm gần giống về mặt ngoại hình với loài bò tót. Mới một tháng tuổi nhưng nó đã lớn gấp 3 lần bạn cùng lứa. Cổ con bê lai này không có yếm như bò bình thường, lưng không có u, đuôi to ngắn màu đen, trên lưng và bụng có một sọc đen chạy dài, bốn chân màu đen. Có những con bò cái phối giống với con bò tót này và đẻ một con bê con được 2 tuần tuổi. Tuy mới chỉ 2 tuần tuổi nhưng nó to cao bằng một con bê con 2 tháng tuổi, đặc biệt cổ không có yếm như bò bình thường, lưng không có u, đuôi ngắn và dọc trên lưng và bụng có một sọc đen chạy dài dưới 4 chân của con bê này lông đã nổi màu mốc (điểm đặc trưng của bò tót), ngoài những dấu hiệu như nó to cao hơn hẳn con bê cùng tuổi, không có yếm cổ, không có u lưng, lông gáy phủ dày như lông heo rừng.
Những bê lai mau lớn hơn các bê nhà cùng độ tuổi, về ngoại hình, bê không có u vai và yếm rốn; đầu hơi nhỏ, trán rộng và lõm; mặt hình chữ V, sừng nhọn và phát triển sớm. Khi mới sinh, bê lai có lông màu nâu vàng- xám nâu, khác khá rõ với bê bò nhà; sau 3-4 tháng tuổi, lông chuyển dần sang màu nâu đen ở toàn thân, ngoại trừ 4 chân từ khuỷu chân trở xuống móng có màu trắng. Ngoại hình và màu lông các bê lai F1 tương tự bò tót (Bos gaurus). Hiện 8 chú bò tót lai đang nuôi dưỡng có độ tuổi từ 2-3 năm, trọng lượng 2,5-3 tạ, gần gấp đôi so với bò nhà ở cùng độ tuổi.
Khi lần đầu tiên nhìn thấy những chú bò tót lai này, chỉ mới phân biệt nhờ vóc dáng vượt trội so với bê con thuần chủng cùng lứa thì bây giờ bầy bò lai đã thể hiện rõ mình chính là những hậu duệ của bò tót rừng. dù chưa đến tuổi trưởng thành nhưng dáng vẻ oai vệ, từ màu lông đến vóc dáng đều khác biệt hẳn so với những con bò nhà đang gặm cỏ cách đó không xa. Thấy có người lạ đến, cả bầy nghếch mõm khịt khịt mũi, hành động giống hệt bò tót rừng khi phát hiện kẻ xâm lấn lãnh địa. Dù là bò được nuôi nhốt nhưng những chú bò tót lai này vẫn mang đặc tính hoang dã rõ nét. Cả bầy bò không có con nào bị xỏ mũi như bò nhà bởi chúng quá hiếu động và cả phần hung dữ nên không ai dám ghì đầu để thực hiện thủ tục xỏ mũi mà bất cứ chú bò nhà nào cũng phải trải qua.
Dù tuổi đời của bầy bò lai này chỉ mới 2-3 tuổi, nhưng con nặng nhất đã gần 600 kg, to gấp ba lần bò nhà cùng lứa. Đa số bò tót lai đều có sừng cong, dài đều hai bên, lông có màu nâu sẫm, càng lớn thì màu lông càng ngả về màu đen như bò tót cha. Ngoài trọng lượng, điểm dễ phân biệt nhất giữa bò tót lai và bò nhà là bò tót lai không hề có u trên lưng và nọng dưới cổ, một đặc điểm mà bò nhà thuần chủng nào cũng có. Đồng thời nhiều bò tót lai đã dần lộ ra bốn chân màu trắng, đặc điểm không thể nhầm lẫn của bò tót.
Tại khu vực này có tới chín con bê được sinh ra từ bò cái nhà nhưng lại có những đặc điểm sinh học rất giống bò tót. Trong khi bầy bò mẹ và các con bê cùng lứa lông vàng hoe thì 9 chú bê kia lông lại nâu sậm, dày và cứng, không giống với bất cứ bò đực nào trong vùng. Dù cùng lứa nhưng vóc dáng chín con bê này vượt trội, to gấp đôi bê nhà. thì những con bò tót lai này cơ thể phát triển rất nhanh, đặc biệt là bộ sừng. Bình thường bò nhà đến tuổi thứ ba sừng mới nhú được khoảng 10 cm, nhưng con bê lai khi 1 năm tuổi sừng đã cao hơn 30 cm, vươn cao như bò tót Do có 50% máu bò tót (một cách ước tính tương đối), nên đàn bò F1 đã thể hiện khả năng tăng trọng nhanh, chịu đựng tốt các điều kiện nuôi dưỡng kham khổ so với đàn bò nhà.
Tuy đã có chín con bê (được coi là) lai với bò tót, nhưng người ta vẫn chưa lấy làm chắc chắn về sự phát triển bền vững. Đây là nguồn gene cực kỳ quý hiếm, vì với những đặc tính về thể trạng to lớn, sức mạnh vượt trội, chống chọi bệnh tật tốt, bê lai bò tót sẽ cải tạo đàn bò nhà, cần có phương án bảo vệ những con bò tót lai để nghiên cứu. Tuy nhiên, theo ông Cảnh, thế hệ F1 này chưa thể khẳng định bò tót lai có thể sinh sản để tạo ra thế hệ bò tót lai F2 hay không. Để duy trì và bảo vệ nòi giống loài bò tót này nên tính toán đến việc cho bò tót rừng giao phối với bò nhà. Chuyện này đã xảy ra ở thôn Bạc Rây 2 (Ninh Thuận).

### Nhân giống
Sở Khoa học và công nghệ hai tỉnh Ninh Thuận và Lâm Đồng đã làm đề tài khoa học nghiên cứu giám định di truyền và đánh giá khả năng phát triển của bò lai F1 giữa bò tót (Bos gaurus) và bò nhà (Bos taurus). Tại thôn Bạc Rây 2, hiện có một trang trại đang nuôi 10 con bò tót lai, gồm năm con đực và năm con cái mua lại từ người dân để thực nghiệm đề tài. Từ khi về làng đến nay, con bò tót đực đã là cha của gần 20 bò tót lai. Số bò tót lai F1 này được Vườn quốc gia Phước Bình mua lại của nông dân trong xã để thực hiện đề tài khoa học. Bước đầu đã chọn mua 10 con bò tót lai (5 được, năm cái) của người dân nuôi trong trang trại rộng hơn 2 ha ở khu vực Vườn quốc gia Phước Bình để thực hiện đề tài này.
Việc sử dụng bò lai F1 để tạo ra đàn bò lai F2 có ý nghĩa quan trọng trong việc đưa nguồn gien quý từ động vật hoang dã vào vật nuôi nhằm cải thiện năng suất, chất lượng, khả năng chống chọi với bệnh tật và đáp ứng với điều kiện chăn nuôi quảng canh, kém thuận lợi. Do có 50% máu bò tót (một cách ước tính tương đối), nên đàn bê F1 đã thể hiện khả năng tăng trọng nhanh, chịu đựng tốt các điều kiện nuôi dưỡng kham khổ của chăn nuôi quảng canh và có thể có khả năng đề kháng tốt với một số bệnh thông thường hay xảy ra trên đàn bò nhập nội và bò nhà. Khi trưởng thành, trong điều kiện nuôi tập trung phù hợp, các ưu thế lai phát huy tốt, bò lai sẽ có trọng lượng lớn và cho khối lượng thịt hơn hẳn bò nhà. Sở Khoa học - Công nghệ hai tỉnh Ninh Thuận và Lâm Đồng đã thống nhất mua lại số bò tót lai của người dân và tạo vùng khoanh nuôi phù hợp với môi trường sống của bò tót ngay tại Vườn quốc gia Phước Bình.
Đơn vị đã thỏa thuận mua lại đàn bò tót lai (8 con) của người dân địa phương để thực hiện đề tài khoa học nghiên cứu giám định di truyền và đánh giá khả năng phát triển của bò lai F1 giữa bò tót (Bos gaurus) và bò nhà (Bos taurus) tại vùng giáp ranh Ninh Thuận-Lâm Đồng. Hiện nhóm thực hiện đề tài đã tiến hành xác định DNA của đàn bò tót lai, làm chuồng trại, trồng cỏ, theo dõi động dục... Việc sử dụng bò lai F1 để tạo ra bò lai F2 có ý nghĩa quan trọng trong việc đưa nguồn gen quý từ động vật hoang dã vào vật nuôi để cải thiện năng suất, chất lượng, khả năng chống chọi với bệnh tất và đáp ứng với điều kiện chăn nuôi quảng canh. Chi cục Kiểm lâm tỉnh cũng đang xem xét phương án thử nghiệm cho bò rừng giao phối với bò nhà để duy trì, bảo tồn giống bò tót này. Tuy nhiên phương án này khó thành công bởi bò tót rừng rất to, nặng khoảng 1 tấn, còn bò nhà thì rất nhỏ bé.
Phối giống bò tót lai Đàn 8 bò tót lai F1 (4 con cái và 4 đực) được thả sinh hoạt chung với 10 bò cái nhà lai zê bu ngay trong khuôn viên chuồng trại. Để tạo ra bò tót lai F2, có 3 phương pháp lai tạo. Dùng bò đực lai bò tót F1 cho nhảy trực tiếp với đàn bò (lai zê bu) để tạo ra đàn bò lai bò tót F2, sử dụng tinh đông khô của các giống bò thịt Brahman, Red Angus để thụ tinh nhân tạo cho đàn cái lai bò tót F1, tạo ra đàn bò lai bò tót F2; cho bò đực lai F1 phối trực tiếp với bò cái lai F1 để tìm cá thể F2 mang tính trội của bò tót. Phối giống bò tót lai những con bê lai ra đời, có thể trọng to cao. Việc sử dụng bò lai bò tót F1 để tạo ra đàn bò lai F2 có ý nghĩa quan trọng trong việc đưa nguồn gen quý từ động vật hoang dã vào vật nuôi nhằm cải thiện năng suất, chất lượng, khả năng chống chọi với bệnh tật và đáp ứng với điều kiện chăn nuôi quảng canh, kém thuận lợi.

## Trong văn hóa
Những người Adi (Bangni-Bokar Lhobas) thì việc sở hữu của bò tót nhà là biện pháp truyền thống của sự giàu có trong gia đình. Bò tót không vắt sữa hoặc đưa vào làm việc nhưng được chăm sóc trong khi chăn thả trong rừng, cho đến khi họ được nghi lễ giết hoặc bị giết cho tiêu thụ. Bò tót nhà là động vật của bang Arunachal Pradesh và Nagaland, chúng đóng một vai trò quan trọng trong đời sống xã hội của người dân ở Arunachal Pradesh. Hôn nhân là việc không chắc chắn cho đến khi gia đình của chú rể nộp cho ít nhất một bò tót cho hộ gia đình của cô dâu. 